# يوهان غوميز
يوهان غوميز (بالفرنسية: Yohan Gomez)‏ (25 سبتمبر 1981 في ليون) لاعب كرة قدم فرنسي يلعب حاليا في نادي الدرجة الثانية باستيا الفرنسي في خط الدفاع .

## روابط خارجية
- يوهان غوميز على موقع قاعدة بيانات كرة القدم.إي يو (الإنجليزية)
- يوهان غوميز على موقع ليكيب (الفرنسية)
- يوهان غوميز على موقع عالم كرة القدم.نت (الإنجليزية)